# دهستان کوهمره سرخی
دهستان کوهمره سرخی نام دهستانی در بخش ارژن شهرستان شیراز، استان فارس در ایران است. بر اساس سرشماری مرکز آمار ایران در سال ۱۳۸۵، جمعیت آن ۹۰۳۴ نفر (۱۸۸۳ خانوار) بوده‌است و بر اساس تقسیمات سیاسی،مرکز این دهستان روستای ریچی می باشد 

## جمعیت‌شناسی

### جمعیت
در زمان سرشماری سال ۱۳۸۵، جمعیت دهستان، ۹,۰۳۴ نفر، در ۱,۸۸۳ خانوار بوده است.در سرشماری سال ۱۳۹۰، ۷,۴۸۸ نفر در ۱,۹۶۸ خانوار ساکن بودند و در سرشماری ۱۳۹۵ جمعیت این ناحیه روستایی ۷,۰۰۹ نفر در ۱,۹۸۶ خانوار اندازه‌گیری شد. پرجمعیت‌ترین روستای از ۴۹ روستا، رومهغان بود که ۷۶۴ نفر جمعیت داشت.